# Zagrebačka nogometna liga 1962./63.
Zagrebačka nogometna liga je bila liga četvrtog stupnja nogometnog prvenstva Jugoslavije za sezonu 1962./63. 
 
Sudjelovalo je ukupno 14 klubova, a prvak je bila "Šparta" iz Zagreba.

## Ljestvica
| mj.                | klub                 | ut. | pob. | ner. | por. | gol+ | gol- | bod |
| ------------------ | -------------------- | --- | ---- | ---- | ---- | ---- | ---- | --- |
| 1.                 | Šparta Zagreb        | 18  | 14   | 3    | 1    | 55   | 10   | 31  |
| 2.                 | Rudeš Zagreb         | 18  | 13   | 1    | 4    | 70   | 27   | 27  |
| 3.                 | OTJ Zagreb           | 18  | 11   | 3    | 4    | 44   | 19   | 25  |
| 4.                 | RIZ Zagreb           | 18  | 7    | 3    | 8    | 40   | 33   | 17  |
| 5.                 | Radnik Velika Gorica | 18  | 6    | 4    | 8    | 28   | 26   | 16  |
| 6.                 | Slavija Zagreb       | 18  | 7    | 2    | 9    | 20   | 29   | 16  |
| 7.                 | Trnje Zagreb         | 18  | 6    | 3    | 9    | 31   | 44   | 15  |
| 8.                 | Tekstilac Zagreb     | 18  | 6    | 1    | 11   | 29   | 49   | 13  |
| 9.                 | Poštar Zagreb        | 18  | 4    | 4    | 10   | 15   | 55   | 12  |
| 10.                | Zvijezda Zagreb      | 18  | 2    | 4    | 12   | 19   | 59   | 8   |
|                    |                      |     |      |      |      |      |      |     |
| izvan konkurencije |                      |     |      |      |      |      |      |     |
|                    | Dinamo II Zagreb     | 25  | 19   | 4    | 2    | 112  | 29   | 42  |
|                    | Varteks II Varaždin  | 26  | 19   | 2    | 5    | 97   | 58   | 40  |
|                    | Lokomotiva II Zagreb | 26  | 16   | 2    | 8    | 86   | 32   | 34  |
|                    | Trešnjevka II Zagreb | 26  | 15   | 3    | 8    | 82   | 38   | 33  |

## Rezultatska križaljka
| kratica | klub                 | OTJ | POŠ | ŠPA | RAD | RIZ | RUD | SLA | TEK | TRNJ | ZVI | DIN | LOK | TRE | VAR |
| --- | -------------------- | --- | --- | --- | --- | --- | --- | --- | --- | ---- | --- | --- | --- | --- | --- |
| OTJ | OTJ Zagreb           |     |     |     |     |     |     |     |     |      |     |     |     |     |     |
| POŠ | Poštar Zagreb        |     |     |     |     |     |     |     |     |      |     |     |     |     |     |
| ŠPA | Šparta Zagreb        |     |     |     |     |     |     |     |     |      |     |     |     |     |     |
| RAD | Radnik Velika Gorica |     |     |     |     |     |     |     |     |      |     |     |     |     |     |
| RIZ | RIZ Zagreb           |     |     |     |     |     |     |     |     |      |     |     |     |     |     |
| RUD | Rudeš Zagreb         |     |     |     |     |     |     |     |     |      |     |     |     |     |     |
| SLA | Slavija Zagreb       |     |     |     |     |     |     |     |     |      |     |     |     |     |     |
| TEK | Tekstilac Zagreb     |     |     |     |     |     |     |     |     |      |     |     |     |     |     |
| TRNJ | Trnje Zagreb         |     |     |     |     |     |     |     |     |      |     |     |     |     |     |
| ZVI | Zvijezda Zagreb      |     |     |     |     |     |     |     |     |      |     |     |     |     |     |
| DIN | Dinamo II Zagreb     |     |     |     |     |     |     |     |     |      |     |     |     |     |     |
| LOK | Lokomotiva II Zagreb |     |     |     |     |     |     |     |     |      |     |     |     |     |     |
| TRE | Trešnjevka II Zagreb |     |     |     |     |     |     |     |     |      |     |     |     |     |     |
| VAR | Varteks II Varaždin  |     |     |     |     |     |     |     |     |      |     |     |     |     |     |
| |                      |     |     |     |     |     |     |     |     |      |     |     |     |     |     |
| podebljan rezultat - utakmice od 1. do 13. kola (1. utakmica između klubova) rezultat normalne debljine - utakmice od 14. do 26. kola (2. utakmica između klubova) rezultat nakošen - nije vidljiv redoslijed odigravanja međusobnih utakmica iz dostupnih izvora rezultat nakošen i smanjen * - iz dostupnih izvora nije uočljiv domaćin susreta prekrižen rezultat - poništena ili brisana utakmica p - utakmica prekinuta 3:0 p.f. / 0:3 p.f. - rezultat 3:0 bez borbe |                      |     |     |     |     |     |     |     |     |      |     |     |     |     |     |

 Izvori: 

## Unutrašnje poveznice
- Prvenstva Zagrebačkog nogometnog podsaveza
- Zagrebački nogometni podsavez
- Zagrebačka zona 1962./63.
- Podsavezna liga Zagrebačkog NP 1962./63.
- 1. razred NP Zagreb 1962./63.
- Liga Centara NP Zagreb 1962./63.